# Maurice Tourneux
Pour les articles homonymes, voir Tourneux.
Maurice Tourneux, né le 12 juillet 1849 à Paris où il est mort le 13 janvier 1917, est un archiviste, historien de l'art et de la littérature, et bibliographe français.

## Biographie
Fils du peintre Eugène Tourneux, après des études au lycée Louis-le-Grand, où il a pris le goût de la littérature et des recherches historiques, en 1866, son nom parvient aux oreilles de Charles Asselineau et des frères Goncourt, qui lui ont ouvert les portes de leur cabinet de travail. C’est à ces premiers contacts qu’il a dit avoir dû sa vocation de bibliophile et de curieux. 
Entré au service des archives de la PLM, en 1866, il publie, en avril 1872 un premier article dans L'Amateur d'autographes : « Une collection d’ex libris ». C'est le début d'une riche collaboration et d'une longue amitié avec Étienne Charavay.
Grâce à l’intervention de Poulet-Malassis, il avait été chargé par les frères Garnier de l’achèvement (1876-1877) de l’édition des Œuvres complètes de Diderot, commencée par Jules Assézat ; c’est alors qu’il a décidé les éditeurs à entreprendre une réimpression de la Correspondance littéraire de Grimm, travail qu’il a mené à bien en six années (1877-1882). Léon Barracand en témoigne notamment dans Souvenirs d'un homme de lettres : « Chez Charavay défilèrent encore Frédéric Masson, Maurice Tourneux qui préparait sa volumineuse correspondance de Diderot, Grimm, etc. »
Il publiera aussi chez les libraires Charavay Les Tableaux historiques de la révolution et leurs transformations, étude iconographique et bibliographique in-8o, en 1888. Son œuvre abondante figure au catalogue général de la Bibliothèque nationale de France.
Ayant épousé, en 1877, Henriette Vapereau, dont le père, Gustave Vapereau, avait été à même d’apprécier ses qualités littéraires du jeune écrivain, il a publié avec son beau-père, sous le pseudonyme collectif « G.-M. Valtour » et collaboré à la cinquième édition du Dictionnaire des Contemporains, où il a rédigé, entre autres notices, celle de Bismarck. Il était également lié à Philippe Burty, spécialiste d’Eugène Delacroix.
Membre de la Société de l'histoire de Paris et de l'Île-de-France, il en a été vice-président en 1899, et président en 1900.
L'Institut de France, sur proposition de l'Académie française, lui a décerné le prix Jean-Jacques-Berger, en 1907 et, sur proposition de l'Académie des inscriptions et belles-lettres, en 1913, pour sa Bibliographie de l’histoire de Paris pendant la Révolution française.

## Publications
- Articles dans L'Amateur d'autographes dès avril 1872, dont Revue bibliographique en octobre 1872.
- Articles de L'Illustration publiés sous la rubrique « Notes et impressions »
- Auguste Poulet-Malassis, Notes et souvenirs intimes, Paris, 1893 (lire en ligne sur Gallica).
- La Bibliothèque des Goncourt, Paris, 1897.
- Eugène Delacroix, Henri Laurens éditeur, Paris.
- Diderot et Catherine II, Paris, C. Lévy, 1899.

- Prix Halphen de l'Académie française.
- Étienne Charavay, Paris, au siège de la Société, 1900.
- La Tour, Biographie critique, illustrée de vingt-quatre reproductions hors texte, Paris, H. Laurens, 1904, 128 p., in-4°

## Distinctions
- Officier de la Légion d'honneur (1913)[7]

## Documentation
Une partie de ses  archives est conservée à l'Institut national d'histoire de l'art.